# Distretto di Bang Bua Thong
Il distretto di Bang Bua Thong (in thailandese: บางบัวทอง) è un distretto (amphoe) della Thailandia situato nella provincia di Nonthaburi.